# Wolf Rumpf
Wolf(gang) Siegmund Rumpf vom Wullroß (auch Wielroß) (* 1536; † 1606) war als Obersthofkämmerer und Obersthofmeister einer der mächtigsten Männer am Hof von Kaiser Rudolf II.

## Leben
Er stammte aus einer im 15. Jahrhundert in den Ritteradel aufgestiegenen Familie. Der Vater war Wilhelm Rumpf vom Wullroß, der im Dienst von Ferdinand I. stand. Wolfgang Siegmund Rumpf war Kämmerer und gehörte zwischen 1563 und 1571 zu dem Gefolge, das die Erzherzöge Rudolf und Ernst zu deren Erziehung nach Spanien begleitete. Er hatte eine diplomatische Reise an den päpstlichen Hof übernommen und war für Kaiser Maximilian II. als Gesandter in Spanien und Portugal tätig. 
Nach der Thronbesteigung durch Rudolf II. machte dieser Rumpf zum Oberstkämmerer und geheimen Rat. Im Jahr 1582 schenkte der Kaiser Rumpf die Herrschaft Weitra und erhob ihn zum Freiherrn. Stadt und Herrschaft Weitra waren eine der reichsten Herrschaften im Waldviertel. In der Herrschaft Weitra begann Rumpf sofort mit gegenreformatorischen Maßnahmen. Bereits 1589 befolgten die meisten Einwohner zumindest nach außen hin, die katholischen Riten. Philipp II. verlieh ihm 1589 die Großkommende Paracuellos des Santiagoordens. Rumpf ließ die Burg Weitra von Pietro Ferrabosco zwischen 1590 und 1606 im Stil der Renaissance zum Schloss umgestalten.
Im Jahr 1591 übernahm Rumpf auch das Obersthofmeisteramt. Dieses hatte er kurze Zeit wieder verloren, bekam es aber 1594 zurück. Als Obersthofkämmerer verwaltete Rumpf unter anderem die Privatangelegenheiten und Sammlungen des Kaisers. Er war für Gnadengesuche, Titel- und Adelsverleihungen zuständig. Er kontrollierte über die Vergabe von Audienzen den Zugang zum Kaiser. Er selbst hatte jederzeit Zugang zu diesem. Noch bedeutender war das Amt des Obersthofmeisters. Als solcher stand er an der Spitze des gesamten Hofes und auch der Regierung. Er hatte das volle Vertrauen von Rudolf II. Wenn dieser von psychischen Krankheitsschüben betroffen war, hatte nur Rumpf Zugang zum Kaiser. 
Auch schon vor seiner Ernennung zum Obersthofmeister war Rumpf der mächtigste Mann am Hof. Er hat seinen Einfluss auch benutzt, um seine Besitzungen zu mehren. So erwarb er die Herrschaften Hirschberg, Haßlau, Gräfenschlag und Kaltenbach. 
Auch Rumpf verlor mit der Zeit das Vertrauen des misstrauischen Kaisers. Der kaiserliche Unwillen verstärkte sich mit dem Fortschreiten seiner psychischen Probleme nach 1598. Rumpf selbst bat 1599 um seine Entlassung. Zunächst enthob ihn der Kaiser seines Amtes als Oberstkämmerer. Ein Jahr später wurde er aus allen Ämtern entlassen. Er hatte auch Prag zu verlassen. Später hat ihn der Kaiser aber noch mehrfach um Rat gefragt. 
Rumpf war seit 1579 zum ersten Mal verheiratet. Im Jahr 1601 heiratete in zweiter Ehe eine Gräfin Arco. Beide Ehen blieben wohl kinderlos. Der Besitz ging nach seinem Tod durch die Wiederverheiratung seiner Frau auf Friedrich IV. (1563–1617), den ältesten Sohn von Joachim zu Fürstenberg aus dem Fürstenhaus Fürstenberg, über. Begraben ist Rumpf in der Augustinerkirche in Wien. 
Als Figur taucht Rumpf in Franz Grillparzers Stück Ein Bruderzwist in Habsburg auf.